# Butzke-Werke

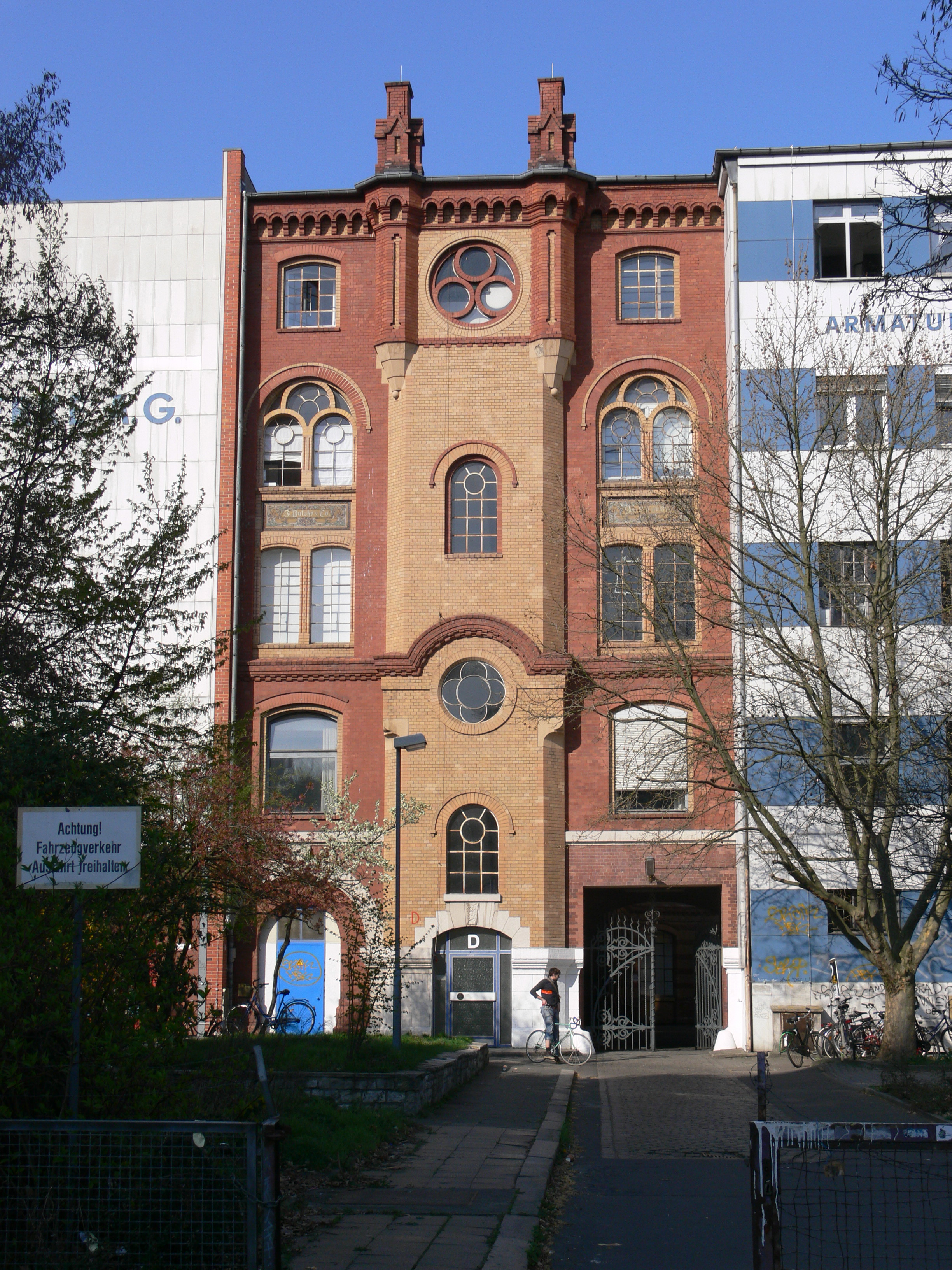
Haus D

Aktie über 50 DM der Butzke-Werke AG vom August 1974

Die Butzke-Werke sind ein denkmalgeschütztes Bauwerk in der Ritterstraße 26 im Berliner Ortsteil Kreuzberg und einer der letzten erhalten gebliebenen Gewerbehöfe im einstigen „Rollkutscherviertel“ beziehungsweise „Exportviertel“.

## Geschichte und Funktion des Gebäudes
Das Gebäude wurde von 1893 bis 1894 und von 1897 bis 1898 nach Plänen von Georg Lewy in zwei Bauabschnitten errichtet. Bauherr war die Armaturenfabrik Bernhard Joseph AG, die 1926 mit der Metallwaren- und Lampenfabrik F. Butzke u. Co. fusionierte und in das mehrfarbige Backsteingebäude einzog. Im selben Jahr erwarb Wolf Netter & Jacobi die Aktienmehrheit; nach deren „Arisierung“ 1937 übernahm die Berliner Handels-Gesellschaft und die Deutsche Bank die Aktienmehrheit am Unternehmen und benannte es in „Butzke-Werke AG“ um. Im Zweiten Weltkrieg wurde das Vorderhaus zerstört, nur der hintere Riegel blieb erhalten. 1977 erfolgte die Aufnahme des Warenzeichens „AQUA“ in den Firmennamen, daher wird das Gebäude teilweise auch als AQUA-Butzke-Werke bezeichnet. Nach der Verlagerung des Unternehmens 1997 nach Ludwigsfelde stand das Gebäude zunächst leer. Von 2006 bis 2010 erfolgte unter Federführung des Architekten Amir Abadi (Büro Neoplan A.O.) ein Umbau zu einem 12.000 m² großen Kreativzentrum. Damit wurde die ursprüngliche Idee aufgegeben, in den Fabrikräumen Loftwohnungen einzurichten. Bauherr war die Norddeutsche Grundvermögen mit Sitz in Hamburg.
Seit 2007 befindet sich in zwei Werkhallen des Gebäudes der Techno- und Livemusik-Club Ritter Butzke.
Im Jahr 2014 kaufte die Gewerbesiedlungs-Gesellschaft das Gebäude und betreibt es seitdem als Gewerbehof unter dem Namen AQUA Carré Berlin.